# Yoav Gelber
Ne doit pas être confondu avec Bruno Leonardo Gelber.
Yoav Gelber, né le 25 septembre 1943, est un professeur d'histoire israélien, qui enseigne à l'université de Haïfa. Il s'est spécialisé dans la période de l'histoire sioniste et israélienne entre 1933 et 1956 et a publié de nombreux ouvrages et articles académiques sur le sujet.

## Carrière
Il sert comme officier de carrière au sein de Tsahal de 1961 à 1974, principalement dans les unités de parachutistes et dans l'École de formation des officiers. Il a le grade de lieutenant-colonel de réserve.
Il étudie l'histoire juive et mondiale à l'université hébraïque de Jérusalem de 1967 à 1968, puis de 1972 à 1974.
De novembre 1973 à février 1975, il est assistant académique et militaire à la Commission Agranat sur la guerre du Kippour.
Il réalise son doctorat de 1975 à 1977 où il est également assistant au département d'histoire juive à l'Université Ben Gourion de Beer-sheva.
Il est nommé membre de la Commission d'enquête sur le meurtre de Chaim Arlosoroff en 1933 puis chef du département politique de l'Agence juive en avril 1982. Il démissionne en septembre en guise de protestation contre la décision du gouvernement de nommer une autre Commission d'État pour enquêter sur le massacre de Sabra et Shatila.
De 1983 à 1987, il est professeur associé à l'Université de Haïfa au département d'études de la Terre d'Israël et est nommé professeur en 1987.
Il prend la direction, à l'université de Haïfa, de l'Institut Strochlitz pour la recherche et l'étude de la Shoah (1985-1996) et de l'Institut Herzl pour la recherche et l'étude du sionisme (à partir de 1987).
Il obtient la chaire du département d'études de la Terre d'Israël de 1999 à 2001 puis celle de l'École d'histoire de 2000 à 2003.

## Polémiques
À la suite de la réalisation d'un travail de maîtrise réalisé par Teddy Katz accusant des hommes de la brigade Alexandroni d'avoir réalisé un massacre à Tantoura, il s'est opposé avec virulence à son collègue Ilan Pappé, promoteur du travail. Dans Palestine 1948; il y consacre un appendice : Folklore versus History : the Tantura Blood Libel (p. 319-327).
En 1998, un étudiant de l'université de Haifa, Teddy Katz, rédige un mémoire de maîtrise sur le massacre de Tantura, qui a eu lieu dans la nuit du 22 au 23 mai 1948, en plein premier conflit israélo-arabe. Pour pallier l'absence de sources écrites, Teddy Katz rencontre des témoins, juifs comme arabes, qui lui racontent la destruction du village et la mort de plus de 200 Palestiniens après les combats. Un procès a lieu en 2000, l'étudiant est attaqué par les vétérans de la Brigade Alexandroni et présente des excuses deux jours plus tard, en affirmant que les sources étaient fabriquées, avant de les retirer le lendemain. En 2022, un film publié en Israël reprend les thèses de Teddy Katz, certains anciens membres de la brigade Alexandroni y reconnaissant avoir menti en 2000.
Un dossier a été rassemblé sur le site du Professeur d'électronique de l'Université d'Haifa, Dan Censor : . La vision de Pappé peut se trouver ici : 

## Positions politiques
« Gelber s'est défini lui-même comme un partisan du Tsomet », un petit parti laïque de l'extrême-droite israélienne. Il a été longtemps dirigé par l'ancien chef d'état-major de Tsahal, Rafaël Eitan.

## Publications
Les références de ses ouvrages et publications peuvent être trouvées sur le site du professeur Gelber à l'Université de Haifa.
- (en) Palestine 1948, Sussex Academic Press, Brighton, 2006,  (ISBN 1845190750).
- Palestine 1948, Les Provinciales (présentation en ligne).